# Euphorbia amplexicaulis
Euphorbia amplexicaulis es una especie fanerógama perteneciente a la familia Euphorbiaceae. Es originaria de las  Islas Galápagos.

## Taxonomía
Euphorbia amplexicaulis fue descrita por Joseph Dalton Hooker y publicado en Transactions of the Linnean Society of London 20: 183. 1847.
Etimología
Euphorbia: nombre genérico que deriva del médico griego del rey Juba II de Mauritania (52 a 50 a. C. - 23), Euphorbus, en su honor – o en alusión a su gran vientre –  ya que usaba médicamente Euphorbia resinifera. En 1753 Carlos Linneo asignó el nombre a todo el género.
amplexicaulis: epíteto latino que significa "con los tallos entrelazados".
Sinonimia
- Chamaesyce amplexicaulis (Hook.f.) D.G.Burch[4][5]